# Prix littéraire Janette-Bertrand
Le prix littéraire Janette-Bertrand est un prix littéraire québécois annuel créé en 2023 par le Salon du livre de Montréal. Annoncé le 20 novembre 2023, il sera remis pour la première fois en 2024. L'objectif de la récompense est de "faire la promotion de l'ouverture à l’autre et de l'inclusion", en plus de reconnaître "le rôle des œuvres littéraires québécoises et de la francophonie canadienne dans l'avancement d'enjeux de société tels que l'égalité des sexes, l'autonomie des femmes et la lutte contre les violences de genre". Nommé en hommage à l'écrivaine, journaliste et animatrice québécoise Janette Bertrand, le prix qui porte son nom vise également à célébrer sa longue carrière et à "souligner son immense contribution aux avancées sociales de notre époque et à ses indéfectibles convictions" . 
Le jury de l'édition 2024 est présidé par l'ancienne première ministre Pauline Marois et est composé de l'éditrice et bibliothécaire Vanessa Allnutt, de l’étudiante en littérature Jeanne Boivin, de l'animatrice et chroniqueuse Vanessa Destiné et du libraire Philippe Fortin. Les œuvres éligibles peuvent être de type fiction ou documentaire
. Le prix, présenté en collaboration avec Télé-Québec et la SODEC,  est accompagné d'une bourse de 5 000 $.
Les cinq finalistes de la première édition sont annoncées le 16 octobre 2024 :
- Léa Clermont-Dion - Porter plainte (Cheval d’août)
- Martine Delvaux - Ça aurait pu être un film (Éditions Héliotrope)
- Claudia Larochelle - Les disgracieuses (Québec Amérique)
- Marie-Hélène Larochelle - Toronto jamais bleue (Leméac)
- Élise Turcotte - Autoportrait d’une autre (Alto)[1]

Le Prix littéraire Janette-Bertrand sera remis pour la première fois le 27 novembre 2024, lors de l'ouverture du Salon du livre de Montréal.
Lauréats
2024 - Marie-Hélène Larochelle - Toronto jamais bleue 